# Carteris anticlea
Carteris anticlea là một loài bướm đêm trong họ Noctuidae.